# فرودگاه سنیکا
فرودگاه سنیکا (به انگلیسی: Senica Airport) (به زبان بومی: Letisko Senica) یک فرودگاه خصوصی است که یک باند فرود آسفالت دارد و طول باند آن 1080 متر است. این فرودگاه در کشور اسلواکی قرار دارد و در ارتفاع 188 متری از سطح دریا واقع شده است.